# Gruppo Sportivo Nazionale dei Vigili del Fuoco
Il Gruppo Sportivo Nazionale dei Vigili del Fuoco, anche noto come Fiamme Rosse, è la struttura dei Vigili del Fuoco che si occupa dell'attività sportiva, sia nell'ambito militare che in quello delle gare civili. L'attività si esplica nelle discipline di canottaggio,  lotta, nuoto, pesistica, scherma, taekwondo, tuffi e tiro a volo.

## Storia
Vari corpi di vigili del fuoco italiani si dotarono di proprie sezioni sportive già ai primi del XX secolo, sotto il coordinamento dell'ufficio per le attività sportive.  Nel novembre 2013, un decreto a firma del Ministro dell'Interno, Angelino Alfano, decretò la nascita del gruppo sportivo nazionale.